# Franz Drepper

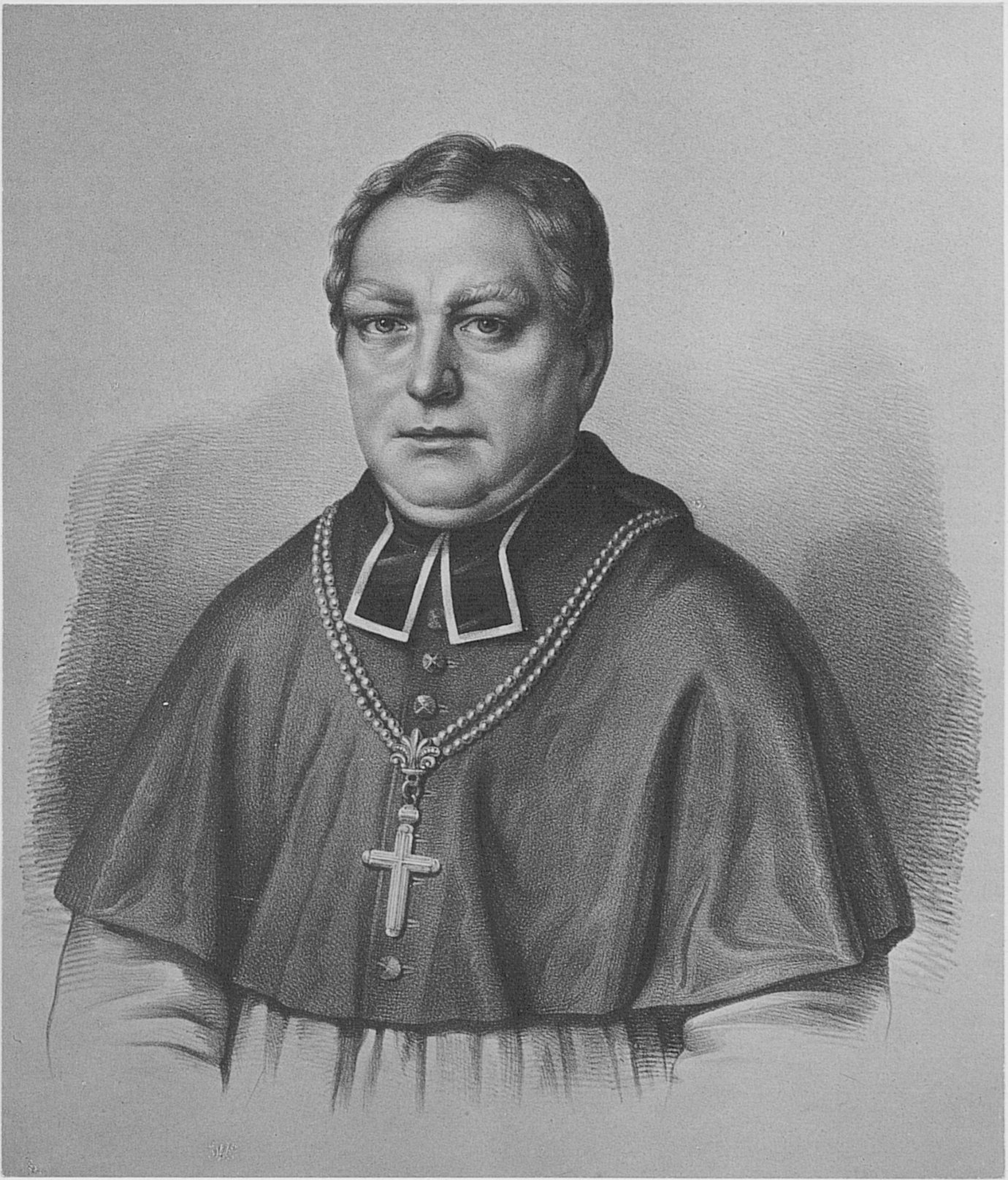
Franz Drepper

Johann Franz Drepper (* 3. Oktober 1787 in Mellrich; † 5. November 1855 in Paderborn) war Bischof von Paderborn.

## Leben
Drepper studierte Philosophie und Theologie in Münster. Er empfing am 9. Dezember 1809 die Weihe zum Diakon und am 13. Dezember desselben Jahres die Priesterweihe für das Erzbistum Köln. Im Jahr 1811 wurde er Kaplan und Lehrer in Arnsberg. Im Jahr 1817 wurde er Pfarrer in Mülheim. Im Jahr 1819 lehnte er eine Berufung an die Universität Bonn ab. Seit 1825 war Drepper stattdessen Professor an der theologischen Akademie in Paderborn. Bereits seit 1823 gehörte Drepper dem dortigen Domkapitel an, 1824 wurde er in den Klerus des Bistums Paderborn inkardiniert. Im Jahr 1843 wurde er Dompfarrer, ehe er 1845 zum Bischof von Paderborn gewählt wurde. Die Bischofsweihe spendete ihm Anton Ferdinand Holtgreven, Weihbischof in Paderborn. Während der Revolution von 1848 war Drepper Mitglied der preußischen Nationalversammlung und trat dort als einer der Sprecher des katholischen Klerus auf. Er ist im Paderborner Dom vor dem Hochchor bestattet.